# Olympische Sommerspiele 1976/Leichtathletik – 20 km Gehen (Männer)

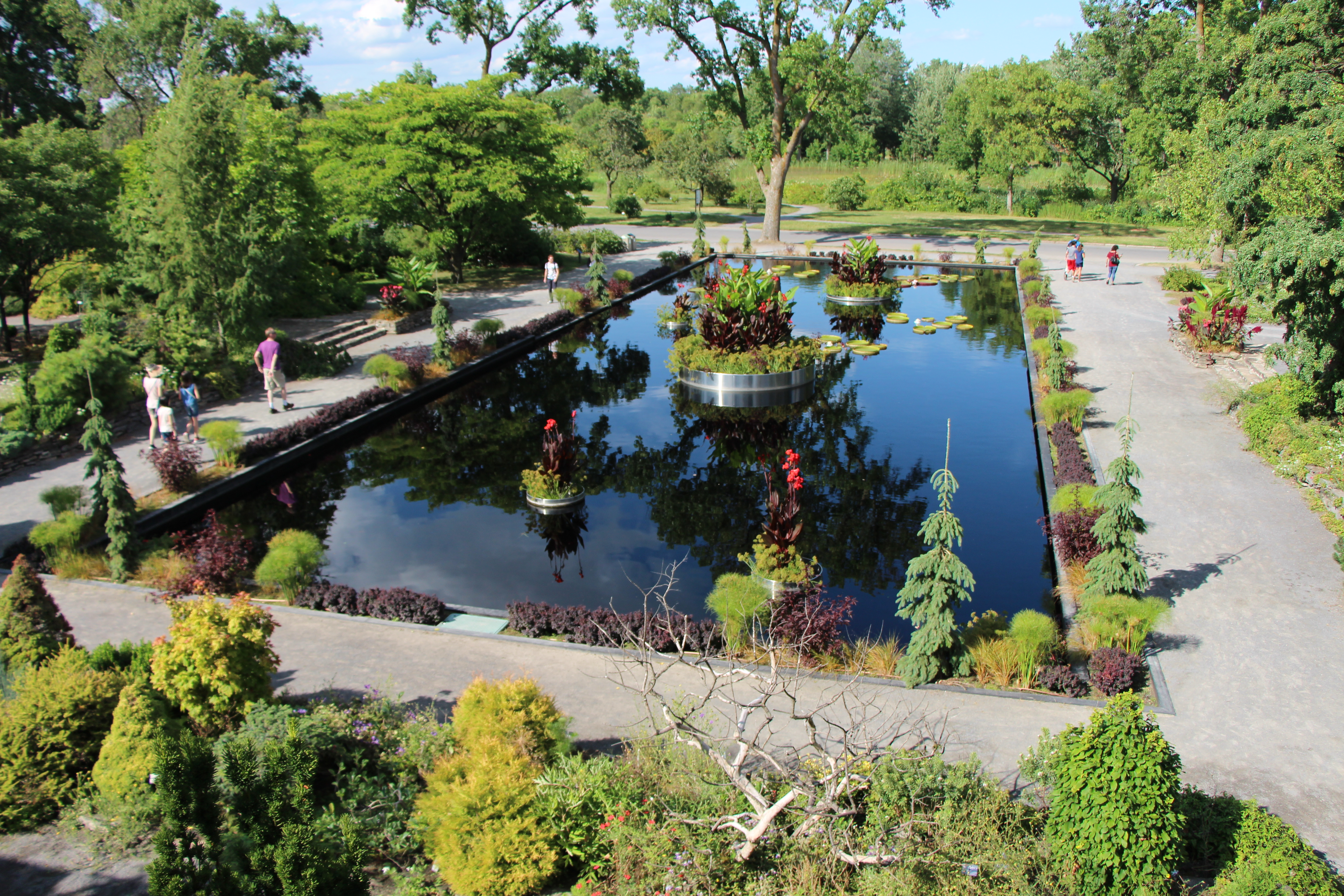
Der Strauchgarten, Botanischer Garten in Montreal

Das 20-km-Gehen der Männer bei den Olympischen Spielen 1976 in Montreal wurde am 23. Juli 1976 ausgetragen. Start und Ziel waren das Olympiastadion Montreal. 36 Athleten nahmen teil, von denen 34 das Ziel erreichten.
Olympiasieger wurde der Mexikaner Daniel Bautista, der vor den beiden DDR-Gehern Hans-Georg Reimann und Peter Frenkel gewann.
Der dritte Geher aus der DDR Karl-Heinz Stadtmüller wurde Vierter.

Für die Bundesrepublik Deutschland gingen Gerhard Weidner und Bernd Kannenberg an den Start. Kannenberg musste das Rennen aufgeben, Weidner belegte Platz achtzehn.

Geher aus der Schweiz, Österreich und Liechtenstein nahmen nicht teil.

## Bestleistungen / Rekorde

### Bestehende Bestleistungen / Rekorde
Weltrekorde wurden im Straßengehen außer bei Meisterschaften und Olympischen Spielen wegen der unterschiedlichen Streckenbeschaffenheiten nicht geführt.
| Weltbestzeit       | 1:23:40 h   | Daniel Bautista ( Mexiko) | Bydgoszcz, Polen           | 30. Mai 1976    |
| Olympischer Rekord | 1:26:42,4 h | Peter Frenkel ( DDR)      | OS München, BR Deutschland | 31. August 1972 |

### Rekordverbesserung
Der mexikanische Olympiasieger Daniel Bautista verbesserte den bestehenden olympischen Rekord im Wettbewerb am 23. Juli um 2:01,8 min auf 1:24:40,6 h. Die Weltbestleistung verfehlte er um 1:00,6 min.

## Streckenführung
Der Rennstart lag im Olympiastadion Montreal. Nach anderthalb Runden führte die Strecke heraus auf einen Rundkurs durch den westlich des Stadions liegenden Botanischen Garten, der viermal zu absolvieren war. Anschließend ging es zurück ins Stadion, in dem nach einer letzten Bahnrunde das Ziel lag.

## Endergebnis und Wettkampfverlauf

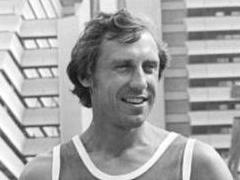
Silbermedaillengewinner Hans-Georg Reimann

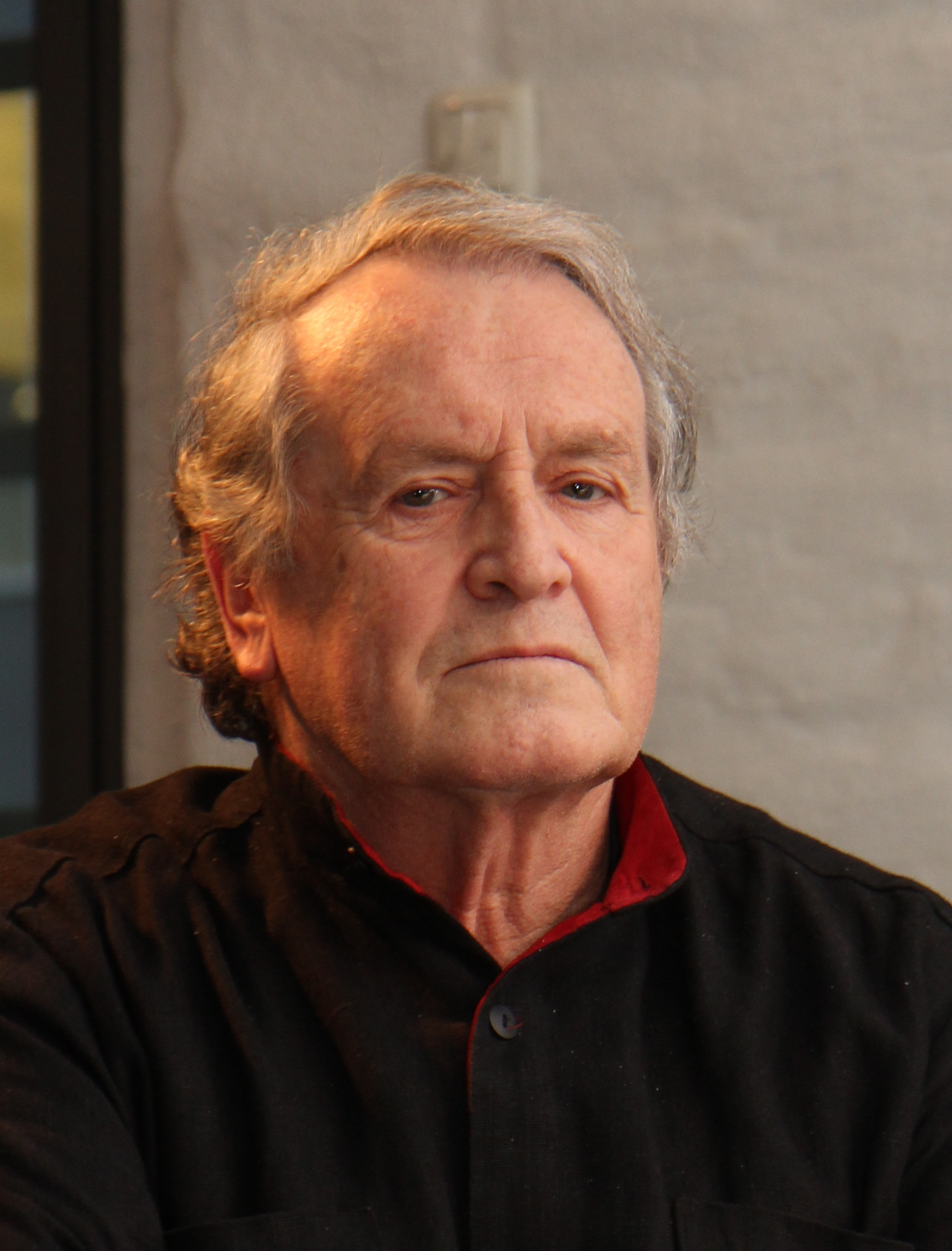
Peter Frenkel (Foto: 2018) gewann Bronze nach Gold vor vier Jahren in München

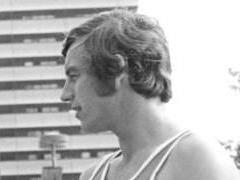
Rang vier für Karl-Heinz Stadtmüller

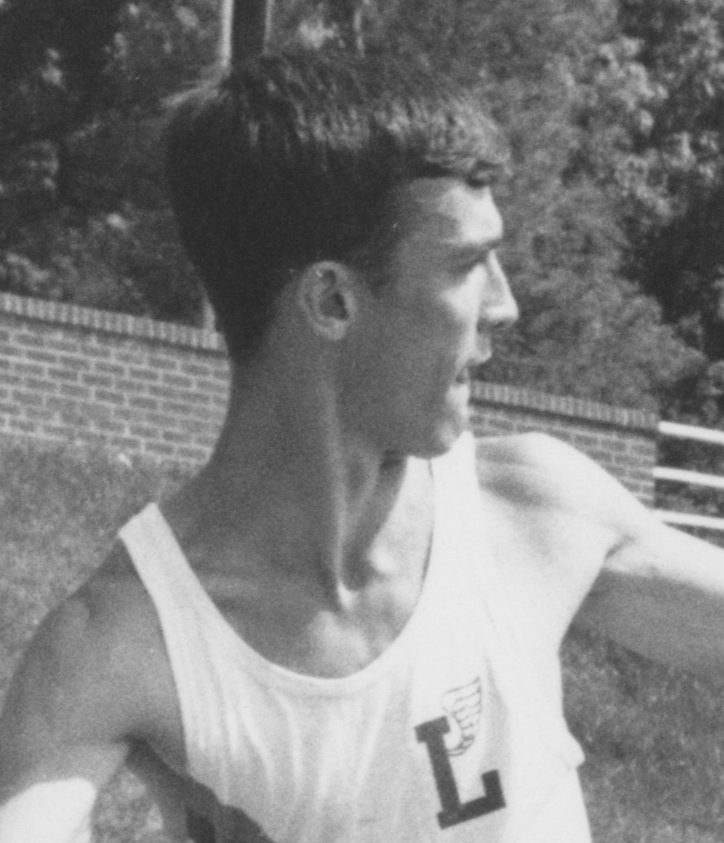
Todd Scully erreichte Platz 29

Datum: 23. Juli 1976, 17:30 Uhr Ortszeit (UTC−5)
| Platz | Name                    | Nation                       | Zeit        | Anmerkung |
| ----- | ----------------------- | ---------------------------- | ----------- | --------- |
| 1     | Daniel Bautista         | Mexiko                       | 1:24:40,6 h | OR        |
| 2     | Hans-Georg Reimann      | DDR                          | 1:25:13,8 h |           |
| 3     | Peter Frenkel           | DDR                          | 1:25:29,4 h |           |
| 4     | Karl-Heinz Stadtmüller  | DDR                          | 1:26:50,6 h |           |
| 5     | Raúl González           | Mexiko                       | 1:28:18,2 h |           |
| 6     | Armando Zambaldo        | Italien                      | 1:28:25,2 h |           |
| 7     | Wolodymyr Holubnytschyj | Sowjetunion                  | 1:29:24,6 h |           |
| 8     | Vittorio Visini         | Italien                      | 1:29:31,6 h |           |
| 9     | Gérard Lelièvre         | Frankreich                   | 1:29:53,6 h |           |
| 10    | Roberto Buccione        | Italien                      | 1:30:40,0 h |           |
| 11    | Brian Adams             | Großbritannien               | 1:30:46,2 h |           |
| 12    | Ross Haywood            | Australien                   | 1:30:59,2 h |           |
| 13    | Otto Bartsch            | Sowjetunion                  | 1:31:12,4 h |           |
| 14    | Olly Flynn              | Großbritannien               | 1:31:42,4 h |           |
| 15    | Wiktor Semjonow         | Sowjetunion                  | 1:31:59,0 h |           |
| 16    | Imre Stankovics         | Ungarn                       | 1:32:06,6 h |           |
| 17    | Jan Ornoch              | Polen                        | 1:32:19,2 h |           |
| 18    | Gerhard Weidner         | BR Deutschland               | 1:32:56,8 h |           |
| 19    | Ernesto Alfaro          | Kolumbien                    | 1:33:13,8 h |           |
| 20    | Ron Laird               | USA                          | 1:33:27,6 h |           |
| 21    | Bogusław Duda           | Polen                        | 1:33:53,4 h |           |
| 22    | Larry Walker            | USA                          | 1:34:19,4 h |           |
| 23    | Marcel Jobin            | Kanada                       | 1:34:33,4 h |           |
| 24    | Vinko Galušić           | Jugoslawien                  | 1:34:46,8 h |           |
| 25    | Godfried Dejonckheere   | Belgien                      | 1:35:03,8 h |           |
| 26    | Bengt Simonsen          | Schweden                     | 1:35:31,8 h |           |
| 27    | Santiago Fonseca        | Honduras                     | 1:36:07,0 h |           |
| 28    | Lucien Faber            | Luxemburg                    | 1:36:21,2 h |           |
| 29    | Todd Scully             | USA                          | 1:36:37,4 h |           |
| 30    | Paul Nihill             | Großbritannien               | 1:36:40,4 h |           |
| 31    | Rafael Vega             | Kolumbien                    | 1:37:27,4 h |           |
| 32    | Khoo Chong Beng         | Malaysia                     | 1:40:16,8 h |           |
| 33    | Pat Farrelly            | Kanada                       | 1:41:36,2 h |           |
| 34    | Yoshio Morikawa         | Japan                        | 1:42:20,6 h |           |
| 35    | Alex Oakley             | Kanada                       | 1:44:08,8 h |           |
| 36    | Henry Klein             | Amerikanische Jungferninseln | 1:50:50,4 h |           |
| DNF   | Bernd Kannenberg        | BR Deutschland               |             |           |
| DSQ   | Domingo Colín           | Mexiko                       |             |           |

Als Favoriten galten neben dem Mexikaner Daniel Bautista, der Ende Mai eine neue Weltbestzeit aufgestellt hatte, die drei DDR-Geher Peter Frenkel, Olympiasieger 1972, Hans-Georg Reimann und Karl-Heinz Stadtmüller. Auch Bernd Kannenberg, Bundesrepublik Deutschland, gehörte in den erweiterten Kreis der Medaillenanwärter. Er hatte vier Jahre zuvor den Wettbewerb über die 50-km-Strecke gewonnen, die hier nicht auf dem Programm stand, und war 1974 Vizeeuropameister im 20-km-Gehen geworden. Vor ihm hatte bei den Europameisterschaften der sowjetische Athlet Wolodymyr Holubnytschyj gelegen, vierfacher Medaillengewinner, u. a. Olympiasieger von 1960 und 1968, der hier ebenfalls wieder an den Start ging, und zwar zum fünften Mal bei Olympischen Spielen. Mit vierzig Jahren war er viertältester Teilnehmer. Ältester Geher war der fünfzigjährige Kanadier Alex Oakley, der ebenfalls zum fünften Mal bei Olympischen Spielen antrat.
Noch einigermaßen geschlossen verließ das Feld das Stadion. Aber schon hier wurde aufs Tempo gedrückt, die drei DDR-Geher und Bautista nahmen das Heft von Beginn an in die Hand. So fiel das Feld immer mehr in kleine Grüppchen auseinander. Vorne bildete sich eine Führungsgruppe, zuletzt bestehend aus Bautista, Reimann und Frenkel. Alle anderen hatten mit dem Ausgang auf den vorderen Rängen nichts mehr zu tun, Kannenberg hatte aufgeben müssen. Bei Kilometer siebzehn forcierte der Mexikaner die Geschwindigkeit noch einmal und setzte sich anscheinend mühelos von seinen beiden verbliebenen Kontrahenten ab. Mit deutlichem Vorsprung erreichte Daniel Bautista das Stadion und ging zum Schluss ungefährdet zum Olympiasieg. Den bestehenden olympischen Rekord verbesserte er dabei um mehr als zwei Minuten. Dahinter hatte sich Reimann inzwischen von Peter Frenkel abgesetzt. Hans-Georg Reimann gewann mit etwas mehr als einer halben Minute Rückstand die Silbermedaille. Vierter wurde Karl-Heinz Stadtmüller vor dem Mexikaner Raúl González und dem Italiener Armando Zambaldo. Der in der Vergangenheit so erfolgreiche Wolodymyr Holubnytschyj erreichte noch einmal einen siebten Platz.
Daniel Bautista gewann die erste mexikanische Goldmedaille in der olympischen Leichtathletik.

## Video
- Marchista Mexicano Gana Medalla De Oro, youtube.com, abgerufen am 15. Dezember 2017